# Oberhergheim
Oberhergheim é uma comuna francesa na região administrativa de Grande Leste, no departamento Alto Reno. Estende-se por uma área de 19,83 km². Em 2010 a comuna tinha 1 248 habitantes (densidade: 62,9 hab./km²).